# Carlos Leopoldo de Meclemburgo-Schwerin
Carlos Leopoldo de Meclemburgo-Schwerin (26 de Setembro de 1678 - 28 de Novembro de 1747) foi o duque de Meclemburgo-Schwerin de 1713 a 1747.

## Família
Carlos Leopoldo era o segundo dos quatro filhos do duque Frederico I de Meclemburgo-Schwerin e da condessa Cristina Guilhermina de Hesse-Homburgo. Os seus avós paternos eram o duque Adolfo Frederico I de Meclemburgo e Maria Catarina de Brunswick-Dannenberg. Os seus avós maternos eram o conde Guilherme Cristóvão de Hesse-Homburgo e a condessa Sofia Leonor de Hesse-Darmstadt.

## Casamentos e descendência
Carlos Leopoldo casou-se três vezes. A sua primeira esposa foi a princesa Sofia Hedwig de Nassau-Dietz, filha do príncipe Henrique Casimiro II de Nassau-Dietz e da sua esposa, a princesa Henriqueta Amália de Anhalt-Dessau. Casaram-se no dia 27 de Maio de 1709 em Leeuwarden e divorciaram-se em 1710. Não nasceram filhos deste casamento.
A sua segunda esposa foi Christine von Lepel, filha de Nicolaus Friedrich von Lepel e da sua esposa, Leveka von Plessen. Casaram-se no dia 7 de Junho de 1710 em Doberau e divorciaram-se no dia 2 de Outubro de 1711. Não tiveram filhos.
A sua terceira esposa foi a grã-duquesa Catarina Ivanovna da Rússia, filha do czar Ivan V da Rússia e da sua esposa, Praskovia Feodorovna Saltykova. Casaram-se no dia 19 de Abril de 1716 em Danzig e da sua união nasceu uma filha, a princesa Isabel Catarina Cristina de Meclemburgo-Schwerin, conhecida por Ana Leopoldovna. Ana casou-se com o duque António Ulrich de Brunswick-Wolfenbüttel de quem teve cinco filhos, incluindo o czar Ivan VI da Rússia.